# Psicología de masas del fascismo
Psicología de masas del fascismo (en alemán: Die Massenpsychologie des Faschismus) es un libro de psicología de 1933 escrito por el psicoanalista y psiquiatra austriaco Wilhelm Reich, en el que el autor intenta explicar cómo fascistas y autoritarios llegan al poder a través de su represión sexual de orientación política e ideológica sobre las masas populares.  

## Trasfondo
Reich – originario de Galitzia en el Imperio Austro-Húngaro y practicando el psicoanálisis y la psiquiatría en Viena – se unió al Partido Socialdemócrata de Austria (SDAP) en 1928. Se unió al Partido Comunista de Alemania (KPD) al trasladar su práctica psicoanalítica a Berlín en 1930. Sin embargo, La psicología de masas del fascismo era tan crítica con el régimen comunista de la Unión Soviética que se consideró que Reich era un lastre para el KPD y fue expulsado del partido tras la publicación del libro en 1933.

## Resumen
La pregunta central del libro de Reich era la siguiente: ¿por qué las masas recurrieron al autoritarismo aunque éste va claramente en contra de sus intereses? En 1933, Reich se propuso analizar "la estructura económica e ideológica de (particularmente) la sociedad alemana entre 1928 y 1933" en este libro. La alternativa saludable, propone, es una forma de "democracia obrera", según la cual quienes "hacen" el trabajo real toman decisiones sobre qué, cómo y por qué.

Reich argumentó que la razón por la que se eligió el fascismo alemán (es decir, el nazismo) sobre el comunismo fue la creciente represión sexual en Alemania, a diferencia de la Rusia algo más liberal (posrevolucionaria). Cuando eran niños, los miembros del proletariado (alemán) aprendieron de sus padres a suprimir casi todo deseo sexual y, en cambio, gastar la energía reprimida en un idealismo autoritario.  Por lo tanto, en los adultos, cualquier impulso sexual y rebelde experimentado causaría ansiedad fundamental y, por lo tanto, en cambio, se utiliza el control social para reducir la ansiedad. El miedo a la revuelta, así como el miedo a la sexualidad, quedaron así "anclados" en la "estructura del carácter" de las masas (la mayoría). Esto influyó en la irracionalidad del "pueblo" y permitió que floreciera la ideología "populista" (irracional), argumentó Reich:
La supresión de la sexualidad natural en el niño, particularmente de su sexualidad genital, lo vuelve aprensivo, tímido, obediente, temeroso de la autoridad, bueno y adaptado en el sentido autoritario; paraliza a las fuerzas rebeldes porque cualquier rebelión está cargada de ansiedad; produce, al inhibir la curiosidad sexual y el pensamiento sexual en el niño, una inhibición general del pensamiento y de las facultades críticas. En resumen, el objetivo de la supresión sexual es producir un individuo que se ajuste al orden autoritario y que se someta a él a pesar de toda la miseria y degradación. Inicialmente, el niño tiene que someterse a la estructura del Estado autoritario en miniatura, la familia, proceso que lo hace capaz de subordinarse más tarde al sistema autoritario general. La formación de la estructura autoritaria se produce mediante el anclaje de la inhibición y la ansiedad sexuales.
Reich señaló que el simbolismo de la esvástica, que evoca la fantasía de la escena primaria, mostraba de manera espectacular cómo el nazismo manipuló sistemáticamente el inconsciente colectivo. Una familia represiva, una religión funesta, un sistema educativo sádico, el terrorismo de partido, el miedo a la manipulación económica, el miedo a la contaminación racial y la violencia permitida contra las minorías, todos operaban en y a través de la psicología inconsciente de las emociones de los individuos (la colectiva). experiencias traumáticas, fantasías, economías libidinales, etc., y la ideología y práctica política nazi exacerbaron y explotaron estas tendencias.

Para Reich, luchar contra el fascismo significaba, ante todo, estudiarlo científicamente, es decir, utilizar los métodos del psicoanálisis. Creía que la razón por sí sola sería capaz de controlar las fuerzas de la irracionalidad y aflojar las garras del misticismo y también es capaz de desempeñar su propio papel en el desarrollo de modos originales de acción política, basándose en un profundo respeto por la vida y promoviendo una canalización armoniosa. de la libido y la potencia orgástica. Reich propuso la "democracia del trabajo", una forma autogestionaria de organización social que preservaría la libertad, la independencia, la autonomía del individuo y fomentaría su responsabilidad, por lo que la sociedad se basaría en estos principios:
El amor, el trabajo y el conocimiento son las fuentes de nuestra vida. También deberían gobernarlo.

## Prohibición
El libro, junto con muchos otros prohibidos por los nazis cuando llegaron al poder, fue quemado públicamente en las quemas de libros nazis. Reich se dio cuenta de que corría un peligro considerable y abandonó apresuradamente Alemania; primero fue a Austria (para ver a su exesposa e hijos) y luego al "exilio" en Dinamarca, Suecia y posteriormente Noruega. Posteriormente, según su hija Lore, Reich también fue expulsado de la Asociación Psicoanalítica Internacional en 1934 por su militancia política y sus opiniones sobre la sexualidad. El psicoanalista británico Ernest Jones fue probablemente el principal protagonista de su expulsión y, aunque Anna Freud lo permitió, más tarde se arrepintió de ello. Posteriormente, un juez de Maine, Estados Unidos, ordenó quemar este libro, y todos los libros publicados de Reich, a petición de la Administración de Alimentos y Medicamentos, en 1954.

## La familia autoritaria como primera célula de la sociedad fascista
El capítulo V contiene la famosa afirmación de que la familia es la primera célula de la sociedad fascista: 

From the standpoint of social development, the family cannot be considered the basis of the authoritarian state, only as one of the most important institutions which support it. It is, however, its central reactionary germ cell, the most important place of reproduction of the reactionary and conservative individual. Being itself caused by the authoritarian system, the family becomes the most important institution for its conservation. In this connection, the findings of Morgan and of Engels are still entirely correct.

Gilles Deleuze y Félix Guattari retomaron los argumentos de Reich en su trabajo conjunto Anti-Oedipus (1972), en el que discuten la formación del fascismo en el nivel molecular de la sociedad. 